# Firefly α
Firefly α (або Firefly Alpha) — ракета-носій малого класу, яка розробляється компанією Firefly Aerospace. Призначена для запуску малих супутників, зокрема CubeSat. Згідно з розрахунками, розробка ракети повинна були обійтись у $100 млн.
17 травня 2018 року компанія анонсувала відкриття у місті Дніпро свого Центру досліджень та розробки. У 2020 р. його команда складалась з 200 працівників. Центр був оснащений найбільшим в Україні 3D-принтером для промислового виготовлення металевих деталей ракети високої якості.

## Історія
Початково ракета-носій Firefly α була спроєктована компанією Firefly Space Systems, щоб встановлювати на її першому ступені ракетний двигун FRE-2, що містив 12 сопел, розташованих клиноподібно під кутом один до одного. Для другого ступеня планувався двигун FRE-1 із одним звичайним соплом. Обидва рушії використовували б як пальне метан. Маса корисного вантажу на ННО мала складати 400 кг.
У 2015 році компанія отримала від НАСА $5,5 млн на розробку ракети для запуску малих супутників.
Після того, як компанія збанкрутувала та була реорганізована у Firefly Aerospace, Firefly α була перепроєктована. 15 березня 2018 року відбулося тестове увімкнення двигуна Lightning 1 протягом майже 5 хвилин на випробувальному стенді компанії біля містечка Briggs, Техас.

### Запуски
3 вересня 2021 року компанія запустила ракету Firefly Alpha з бази Ванденберг Космічних сил США в Каліфорнії. Ракета вибухнула через кілька хвилин після старту. Згідно заяви Firefly Aerospace ракету було підірвано через втрату керованості. У компанії заявили, що розслідують інцидент. За попередньою версією на 15 секунді польоту відмовив один двигун, до нього перестало подаватися пальне. Через це на надзвуковій швидкості ракета втратила керованість і її вирішили підірвати. На підготовку до цього запуску ракети Firefly Aerospace залучила 75 млн доларів США.
Вартість запуску у 2022 році становила $15 млн.
1 жовтня 2022 року був проведений другий запуск ракети-носія Firefly α, яка успішно вивела на орбіту висотою 300 км 35 кг корисного вантажу (2 супутники типу CubeSat, 5 супутників PicoSat та капсулу з 128 поштовими картками від студентів США).
У вересні 2023 року відбувся третій запуск Firefly α з місією Victus Nox, яку було визнано повністю успішною.
У липні 2024 року стартувала п’ята ракета-носій Firefly α з місією кубсата NASA, яку також було визнано повністю успішною.
29 квітня 2025 року, о 9:37 ранку (за східноєвропейським часом), відбувся шостий запуск ракети-носія Firefly α, проте після розділення двох ступенів у ракети виникла невідома аномалія, що призвела до втрати сопла двигуна верхнього ступеня ракети. Початкові дані засвідчили, що верхній ступінь ракети-носія Firefly Alpha досяг висоти 320 км, однак нижчій за планову, тому ступінь разом із супутниками впав у Тихий океан на північ від Антарктиди.

## Конструкція
На обох ступенях використовуються рідинні ракетні двигуни із елементами палива — гас RP-1/рідкий кисень. Охолодження двигунів — регенеративне (проходження пального через мідну трубочку навколо сопла). Reaver 1 та Lightning 1 належать до двигунів із відкритим циклом (Combustion tap-off cycle). Гарячий газ, що є робочим тілом для компактно розташованих на одному валу турбонасосних агрегатів, після проходження турбіною викидається назовні. Двигуни можуть дроселюватися на 20 %. Lightning 1 здатний на один перезапуск.
Висота ракети — 29 м, діаметр обтікача КВ — 2 м. Його внутрішній об'єм 12,5 м³ дозволяє розмістити там до 6 CubeSat у конфігурації «другорядний вантаж». Корпус та паливні баки ракети виготовлені із найсучаснішого композитного матеріалу, армованого вуглецевим волокном.

## Етапи запуску
| Етапи запуску                              | Час, с                  | Висота, км | Швидкість, км/с |
| Старт                                      | 0                       | 0          | 0               |
| Вимкн. головних двигунів. Розділ. ступенів | 165                     | 96         | 2,8             |
| Увімкнення двигуна другого ступеня         | 170                     | 106        | 2,8             |
| Відділення обтікача КВ                     | 174                     | 114        | 2,8             |
| Вимкнення двигуна другого ступеня          | 486                     | 500        | 7,7             |
| Відділення корисного вантажу               | після вимкнення двигуна | 500        | 7,7             |

## Список запусків
| Запуск | Дата | Місце запуску     | Місія         | Замовник | Орбіта | Результат |
| 1      | 3 вересня 2021 | Ванденберг, SLC-2 | DREAM         | Benchmark Space, Кембриджський університет, Firefly, Fossa Systems, Hawaii Science and Technology Museum, AT&T, Університет Пердью, Teachers in Space, Inc. тощо | ННО    | Невдача   |
| 1      | Об'єктами запуску мали стати супутники BSS1, CRESST DREAM COMET, Firefly Capsule 1, PICOBUS (шість PocketQubes), Hiapo, NPS-CENETIX-Orbital 1, Spinnaker3 і TIS Serenity |                   |               | |        |           |
| 2      | 1 жовтня 2022 | Ванденберг, SLC-2 | CARBONITE - 4 | NASA Ames, SJSU, Teachers in Space, Inc., Libre Space Foundation, Fossa Systems, AMSAT-EA                                                                        | ННО    | Успіх     |
| 2      | Супутники загальною масою 35 кг: TechEdSat-15 (TES-15), TIS Serenity, 5 супутників PocketQubes                                                                           |                   |               | |        |           |
| 3      | вересень 2023 | Ванденберг, SLC-2 | VICTUS NOX    | | ННО    | Успіх     |
| 3      | |                   |               | |        |           |
| 4      | | Ванденберг, SLC-2 |               | | ННО    | Невдача   |
| 4      | |                   |               | |        |           |
| 5      | липень 2024 | Ванденберг, SLC-2 |               | | ННО    | Успіх     |
| 5      | Об'єктом запуску став кубсат NASA |                   |               | |        |           |
| 6      | 29 квітня 2025 | Ванденберг, SLC-2 | FLTA0006      | Lockheed Martin | ННО    | Невдача   |
| 6      | Об'єктом запуску мав стати супутник LM 400 для демонстрації супутникових технологій компанії Lockheed Martin                                                             |                   |               | |        |           |